# Hermann Frahm
Hermann Frahm (Büdelsdorf, 8 de dezembro de 1867 – Remscheid, 28 de dezembro de 1939) foi um engenheiro naval alemão.
Foi engenheiro da construtora naval alemã Blohm & Voß, em Hamburgo. Inventou os tanques antirrolamento. Em 1909 obteve uma patente para amortecedores de vibrações.